# Primera División 2008 (Chili)
De Primera División (Chili) 2008 was de 77ste editie van de strijd om de landstitel in de hoogste afdeling van het Chileense profvoetbal, de Primera División, en het zevende in de huidige opzet.
De competitie was opnieuw opgedeeld in twee speelhelften: het openingstoernooi (Torneo Apertura 2008 "Copa Banco Estado" van 25 januari tot en met 3 juni) en het sluitingstoernooi (Torneo Clausura 2008 "Copa Banco Estado" van 21 juni tot en met 20 december). Zowel de eerste als de tweede seizoenshelft werd afgesloten met een nacompetitie in de vorm van play-offs, met als inzet de landstitel.
Deportes Concepción kreeg in de eerste seizoenshelft zes punten in mindering gebracht voor het opstellen van een niet-speelgerechtigde speler in speelronde twee. De club trok zich wegens financiële problemen halverwege terug uit de competitie, met als gevolg dat de Primera División in de tweede seizoenshelft negentien in plaats van twintig deelnemende clubs telde. Nieuwkomers waren Provincial Osorno, Club Social de Deportes Rangers en Santiago Morning.

## Torneo Apertura

### Eindstanden
|   | GROEP 1        | WG | W  | G | V | DV | DT | +/− | Punten | Opmerking |
| - | -------------- | -- | -- | - | - | -- | -- | --- | ------ | --------- |
| 1 | Audax Italiano | 19 | 11 | 1 | 7 | 35 | 25 | +10 | 34     | play-offs |
| 2 | Everton        | 19 | 10 | 2 | 7 | 34 | 30 | +4  | 32     | play-offs |
| 3 | Cobresal       | 19 | 9  | 4 | 6 | 35 | 26 | +9  | 31     | voorronde |
| 4 | Huachipato     | 19 | 7  | 6 | 6 | 29 | 29 | 0   | 27     |           |
| 5 | Unión Española | 19 | 7  | 3 | 9 | 20 | 27 | –7  | 24     |           |

|   | GROEP 2              | WG | W  | G | V | DV | DT | +/− | Punten | Opmerking |
| - | -------------------- | -- | -- | - | - | -- | -- | --- | ------ | --------- |
| 1 | O'Higgins            | 19 | 10 | 6 | 3 | 30 | 17 | +13 | 36     | play-offs |
| 2 | Universidad de Chile | 19 | 9  | 3 | 7 | 28 | 23 | +5  | 30     | play-offs |
| 3 | Santiago Morning     | 19 | 9  | 3 | 7 | 35 | 42 | –7  | 30     |           |
| 4 | Deportes La Serena   | 19 | 7  | 5 | 7 | 29 | 29 | 0   | 26     |           |
| 5 | Palestino            | 19 | 7  | 3 | 9 | 28 | 27 | +1  | 24     |           |

|   | GROEP 3            | WG | W | G | V  | DV | DT | +/− | Punten | Opmerking |
| - | ------------------ | -- | - | - | -- | -- | -- | --- | ------ | --------- |
| 1 | Colo-Colo          | 19 | 7 | 6 | 6  | 35 | 29 | +6  | 27     | play-offs |
| 2 | Cobreloa           | 19 | 6 | 5 | 8  | 25 | 29 | –4  | 23     | voorronde |
| 3 | Antofagasta        | 19 | 4 | 5 | 10 | 16 | 29 | –13 | 17     |           |
| 4 | Provincial Osorno  | 19 | 5 | 1 | 13 | 19 | 38 | –19 | 16     |           |
| 5 | Deportes Melipilla | 19 | 3 | 1 | 15 | 22 | 40 | –18 | 10     |           |

|   | GROEP 4                   | WG | W  | G | V  | DV | DT | +/− | Punten | Opmerking |
| - | ------------------------- | -- | -- | - | -- | -- | -- | --- | ------ | --------- |
| 1 | Ñublense                  | 19 | 12 | 5 | 2  | 28 | 14 | +14 | 41     | play-offs |
| 2 | Universidad Católica      | 19 | 11 | 3 | 5  | 37 | 19 | +18 | 36     | play-offs |
| 3 | Rangers                   | 19 | 6  | 6 | 7  | 23 | 25 | –2  | 24     |           |
| 4 | Universidad de Concepción | 19 | 6  | 3 | 10 | 27 | 33 | –6  | 21     |           |
| 5 | Deportes Concepción       | 19 | 7  | 3 | 9  | 33 | 37 | –4  | 18     | –6 punten |

### Play-offs

#### Voorronde
|       |                                              |       |                                      |  |
| 7 mei | Cobresal                                     | 2 – 2 | Cobreloa                             |  |
| 7 mei | Julio César Laffatigue 29' Rodrigo Núñez 55' |       | 59' Luis Fuentes 90+3' Elvis Marecos |  |

#### Hoofdschema
|  | Kwartfinale | Kwartfinale          | Kwartfinale | Kwartfinale | Kwartfinale |     |                      | Halve finale | Halve finale | Halve finale | Halve finale | Halve finale |  |  | Finale | Finale    | Finale | Finale | Finale |
|  |             |                      |             |             |             |     |                      |              |              |              |              |              |  |  |        |           |        |        |        |
|  |             | Colo-Colo            | 3           | 1           | 4           |     |                      |              |              |              |              |              |  |  |        |           |        |        |        |
|  |             | Universidad Católica | 1           | 1           | 2           |     |                      |              |              |              |              |              |  |  |        |           |        |        |        |
|  |             | Universidad Católica | 1           | 1           | 2           |     | Colo-Colo            | 3            | 1            | 0 4          |              |              |  |  |        |           |        |        |        |
|  |             |                      |             |             |             |     | Colo-Colo            | 3            | 1            | 0 4          |              |              |  |  |        |           |        |        |        |
|  |             |                      | Ñublense    | 0           | 0           | 0 2 |                      |              |              |              |              |              |  |  |        |           |        |        |        |
|  |             | Cobreloa             | Ñublense    | 0           | 0           | 0 2 | 0                    | 1            | 1            |              |              |              |  |  |        |           |        |        |        |
|  |             | Cobreloa             |             |             |             |     | 0                    | 1            | 1            |              |              |              |  |  |        |           |        |        |        |
|  |             | Ñublense             | 0           | 2           | 2           |     |                      |              |              |              |              |              |  |  |        |           |        |        |        |
|  |             |                      |             |             |             |     |                      |              |              |              |              |              |  |  |        | Colo-Colo | 2      | 0      | 2      |
|  |             |                      |             | Everton     | 0           | 3   | 3                    |              |              |              |              |              |  |  |        |           |        |        |        |
|  |             | Universidad de Chile | 4           | 2           | 6           |     |                      |              |              |              |              |              |  |  |        |           |        |        |        |
|  |             | O'Higgins            | 2           | 1           | 3           |     |                      |              |              |              |              |              |  |  |        |           |        |        |        |
|  |             | O'Higgins            | 2           | 1           | 3           |     | Universidad de Chile | 1            | 1            | 2            |              |              |  |  |        |           |        |        |        |
|  |             |                      |             |             |             |     | Universidad de Chile | 1            | 1            | 2            |              |              |  |  |        |           |        |        |        |
|  |             |                      | Everton     | 3           | 1           | 4   |                      |              |              |              |              |              |  |  |        |           |        |        |        |
|  |             | Everton              | Everton     | 3           | 1           | 4   | 0                    | 4            | 4            |              |              |              |  |  |        |           |        |        |        |
|  |             | Everton              |             |             |             |     | 0                    | 4            | 4            |              |              |              |  |  |        |           |        |        |        |
|  |             | Audax Italiano       | 3           | 1           | 4           |     |                      |              |              |              |              |              |  |  |        |           |        |        |        |

#### Kwartfinale
|                    |                                                             |       |                      |  |
| 10 mei Eerste duel | Colo-Colo                                                   | 3 – 1 | Universidad Católica |  |
| 10 mei Eerste duel | Cristóbal Jorquera 13' Gonzalo Fierro 52' Lucas Barrios 64' |       | 32' Marcos González  |  |

|                    |                           |       |                     |  |
| 13 mei Tweede duel | Universidad Católica      | 1 – 1 | Colo-Colo           |  |
| 13 mei Tweede duel | Rodrigo Toloza 29' (pen.) |       | 23' Daniel González |  |

|                    |          |       |          |  |
| 11 mei Eerste duel | Cobreloa | 0 – 0 | Ñublense |  |
| 11 mei Eerste duel |          |       |          |  |

|                    |                                                  |       |                     |  |
| 13 mei Tweede duel | Ñublense                                         | 2 – 1 | Cobreloa            |  |
| 13 mei Tweede duel | Edgardo Abdala 38' Luis Flores Abarca 78' (pen.) |       | 30' Rodrigo Mannara |  |

|                    |         |                                                                   |                |  |
| 10 mei Eerste duel | Everton | 0 – 3                                                             | Audax Italiano |  |
| 10 mei Eerste duel |         | 55' Fabián Orellana 83' Carlos Villanueva 88' (pen.) Braulio Leal |                |  |

|                    |                    |       |                                                                                          |  |
| 13 mei Tweede duel | Audax Italiano     | 1 – 4 | Everton                                                                                  |  |
| 13 mei Tweede duel | Carlos Garrido 69' |       | 20' (pen.) Cristián Canío 56' Ezequiel Miralles 72' Cristián Canío 90+1' Cristián Oviedo |  |

|                    |                                                                                |       |                                         |  |
| 11 mei Eerste duel | Universidad de Chile                                                           | 4 – 2 | O'Higgins                               |  |
| 11 mei Eerste duel | Raúl Estévez 23' Raúl Estévez 45+1' Manuel Villalobos 50' Nicolás Larrondo 77' |       | 27' Jean Beausejour 36' Roberto Cáceres |  |

|                    |                |       |                                        |  |
| 14 mei Tweede duel | O'Higgins      | 1 – 2 | Universidad de Chile                   |  |
| 14 mei Tweede duel | Hans Gómez 28' |       | 47' Manuel Villalobos 56' Raúl Estévez |  |

#### Halve finale
|                    |           |                  |          |  |
| 18 mei Eerste duel | Colo-Colo | 0 – 1            | Ñublense |  |
| 18 mei Eerste duel |           | 18' Ever Cantero |          |  |

|                    |                               |       |                                     |  |
| 21 mei Tweede duel | Ñublense                      | 1 – 2 | Colo-Colo                           |  |
| 21 mei Tweede duel | Luis Flores Abarca 45' (pen.) |       | 80' Lucas Barrios 82' Lucas Barrios |  |

|                    |                      |       |                                                                   |  |
| 18 mei Eerste duel | Universidad de Chile | 1 – 3 | Everton                                                           |  |
| 18 mei Eerste duel | Marcelo Salas 68'    |       | 26' Ezequiel Miralles 45' Ezequiel Miralles 50' Ezequiel Miralles |  |

|                    |                    |       |                       |  |
| 24 mei Tweede duel | Everton            | 1 – 1 | Universidad de Chile  |  |
| 24 mei Tweede duel | Cristián Canío 27' |       | 18' Manuel Villalobos |  |

#### Finale
|                    |                                        |       |         |                                                                                             |
| 28 mei Eerste duel | Colo-Colo                              | 2 – 0 | Everton | Estadio Monumental David Arellano, Santiago Toeschouwers: 35.000 Scheidsrechter: Pablo Pozo |
| 28 mei Eerste duel | Lucas Barrios 86' Gonzalo Fierro 90+2' |       |         | Estadio Monumental David Arellano, Santiago Toeschouwers: 35.000 Scheidsrechter: Pablo Pozo |

|                    |                                                               |       |           |                                                                                   |
| 3 juni Tweede duel | Everton                                                       | 3 – 0 | Colo-Colo | Estadio Sausalito, Viña del Mar Toeschouwers: 15.000 Scheidsrechter: Rubén Selman |
| 3 juni Tweede duel | Ezequiel Miralles 47' Jaime Riveros 72' Ezequiel Miralles 76' |       |           | Estadio Sausalito, Viña del Mar Toeschouwers: 15.000 Scheidsrechter: Rubén Selman |

### Topscorers
|   | Naam              | Club                      | Goals | Duels |
| - | ----------------- | ------------------------- | ----- | ----- |
| 1 | Lucas Barrios     | Colo-Colo                 | 19    | —     |
| 2 | Esteban Paredes   | Santiago Morning          | 15    | —     |
| 3 | Manuel Villalobos | Universidad de Chile      | 13    | 22    |
| 3 | Ezequiel Miralles | Everton                   | 13    | —     |
| 5 | Gabriel Vargas    | Universidad de Concepción | 12    | —     |
| 6 | Víctor Aquino     | Palestino                 | 11    | —     |

### Kampioen
| Primera División 2008 (Torneo Apertua) |
| -------------------------------------- |
| CD Everton 4de titel                   |

## Torneo Clausura

### Eindstanden
|   | GROEP 1              | WG                                          | W                                           | G                                           | V                                           | DV                                          | DT                                          | +/−                                         | Punten                                      | Opmerking                                   |
| - | -------------------- | ------------------------------------------- | ------------------------------------------- | ------------------------------------------- | ------------------------------------------- | ------------------------------------------- | ------------------------------------------- | ------------------------------------------- | ------------------------------------------- | ------------------------------------------- |
| 1 | Universidad de Chile | 18                                          | 12                                          | 2                                           | 4                                           | 39                                          | 21                                          | +18                                         | 38                                          | play-offs                                   |
| 2 | Colo-Colo            | 18                                          | 10                                          | 3                                           | 5                                           | 32                                          | 19                                          | +13                                         | 33                                          | play-offs                                   |
| 3 | Unión Española       | 18                                          | 7                                           | 4                                           | 7                                           | 28                                          | 32                                          | –4                                          | 25                                          |                                             |
| 4 | Ñublense             | 18                                          | 3                                           | 7                                           | 7                                           | 21                                          | 29                                          | –8                                          | 17                                          |                                             |
| — | Deportes Concepción  | trok zich terug wegens financiële problemen | trok zich terug wegens financiële problemen | trok zich terug wegens financiële problemen | trok zich terug wegens financiële problemen | trok zich terug wegens financiële problemen | trok zich terug wegens financiële problemen | trok zich terug wegens financiële problemen | trok zich terug wegens financiële problemen | trok zich terug wegens financiële problemen |

|   | GROEP 2              | WG | W | G | V  | DV | DT | +/− | Punten | Opmerking |
| - | -------------------- | -- | - | - | -- | -- | -- | --- | ------ | --------- |
| 1 | Rangers              | 18 | 9 | 3 | 6  | 25 | 25 | )   | 30     | play-offs |
| 2 | Universidad Católica | 18 | 9 | 2 | 7  | 37 | 33 | +4  | 29     | play-offs |
| 3 | Everton              | 18 | 9 | 1 | 8  | 28 | 25 | +3  | 28     | voorronde |
| 4 | Deportes La Serena   | 18 | 7 | 6 | 5  | 37 | 34 | +3  | 27     |           |
| 5 | Provincial Osorno    | 18 | 3 | 1 | 14 | 19 | 39 | –20 | 10     |           |

|   | GROEP 3                   | WG | W  | G | V  | DV | DT | +/− | Punten | Opmerking |
| - | ------------------------- | -- | -- | - | -- | -- | -- | --- | ------ | --------- |
| 1 | Palestino                 | 18 | 10 | 3 | 5  | 29 | 22 | +7  | 33     | play-offs |
| 2 | O'Higgins                 | 18 | 8  | 4 | 6  | 39 | 35 | +4  | 28     | play-offs |
| 3 | Santiago Morning          | 18 | 7  | 5 | 6  | 30 | 32 | –2  | 26     |           |
| 4 | Universidad de Concepción | 18 | 5  | 6 | 7  | 32 | 32 | 0   | 21     |           |
| 5 | Deportes Melipilla        | 18 | 3  | 2 | 13 | 19 | 38 | –19 | 11     |           |

|   | GROEP 4        | WG | W | G | V | DV | DT | +/− | Punten | Opmerking |
| - | -------------- | -- | - | - | - | -- | -- | --- | ------ | --------- |
| 1 | Huachipato     | 18 | 8 | 3 | 7 | 33 | 25 | +8  | 27     | play-offs |
| 2 | Cobreloa       | 18 | 8 | 3 | 7 | 34 | 32 | +2  | 27     | voorronde |
| 3 | Audax Italiano | 18 | 6 | 6 | 6 | 25 | 25 | 0   | 24     |           |
| 4 | Antofagasta    | 18 | 7 | 2 | 9 | 20 | 27 | –7  | 23     |           |
| 5 | Cobresal       | 18 | 5 | 6 | 7 | 24 | 26 | –2  | 21     |           |

- Universidad de Chile kwalificeert zich voor Copa Libertadores 2009 als de nummer één van de reguliere competitie (Clausura)

### Play-offs

#### Voorronde
|             |         |                                                          |          |  |
| 12 november | Everton | 0 – 3                                                    | Cobreloa |  |
| 12 november |         | 10' Gustavo Savoia 45' Oscar Cornejo 71' Rodrigo Mannara |          |  |

#### Hoofdschema
|  | Kwartfinale | Kwartfinale          | Kwartfinale | Kwartfinale | Kwartfinale |   |                      | Halve finale | Halve finale | Halve finale | Halve finale | Halve finale |  |  | Finale | Finale    | Finale | Finale | Finale |
|  |             |                      |             |             |             |   |                      |              |              |              |              |              |  |  |        |           |        |        |        |
|  | 8           | Cobreloa             | 3           | 2           | 5           |   |                      |              |              |              |              |              |  |  |        |           |        |        |        |
|  | 1           | Universidad de Chile | 1           | 3           | 4           |   |                      |              |              |              |              |              |  |  |        |           |        |        |        |
|  | 1           | Universidad de Chile | 1           | 3           | 4           |   | 8                    | Cobreloa     | 3            | 2            | 5            |              |  |  |        |           |        |        |        |
|  |             |                      |             |             |             |   | 8                    | Cobreloa     | 3            | 2            | 5            |              |  |  |        |           |        |        |        |
|  |             | 2                    | Colo-Colo   | 3           | 2           | 5 |                      |              |              |              |              |              |  |  |        |           |        |        |        |
|  | 7           | 2                    | Colo-Colo   | 3           | 2           | 5 | Huachipato           | 1            | 2            | 3            |              |              |  |  |        |           |        |        |        |
|  | 7           |                      |             |             |             |   | Huachipato           | 1            | 2            | 3            |              |              |  |  |        |           |        |        |        |
|  | 1           | Colo-Colo            | 1           | 4           | 5           |   |                      |              |              |              |              |              |  |  |        |           |        |        |        |
|  |             |                      |             |             |             |   |                      |              |              |              |              |              |  |  | 2      | Colo-Colo | 1      | 3      | 4      |
|  |             |                      | 3           | Palestino   | 1           | 1 | 2                    |              |              |              |              |              |  |  |        |           |        |        |        |
|  | 6           | O'Higgins            | 2           | 1           | 3           |   |                      |              |              |              |              |              |  |  |        |           |        |        |        |
|  | 3           | Palestino            | 2           | 2           | 4           |   |                      |              |              |              |              |              |  |  |        |           |        |        |        |
|  | 3           | Palestino            | 2           | 2           | 4           |   | 3                    | Palestino    | 2            | 0            | 2            |              |  |  |        |           |        |        |        |
|  |             |                      |             |             |             |   | 3                    | Palestino    | 2            | 0            | 2            |              |  |  |        |           |        |        |        |
|  |             | 4                    | Rangers     | 2           | 0           | 2 |                      |              |              |              |              |              |  |  |        |           |        |        |        |
|  | 5           | 4                    | Rangers     | 2           | 0           | 2 | Universidad Católica | 1            | 1            | 2            |              |              |  |  |        |           |        |        |        |
|  | 5           |                      |             |             |             |   | Universidad Católica | 1            | 1            | 2            |              |              |  |  |        |           |        |        |        |
|  | 4           | Rangers              | 1           | 1           | 2           |   |                      |              |              |              |              |              |  |  |        |           |        |        |        |

#### Kwartfinales
|                         |                            |       |                   |  |
| 15 november Eerste duel | Huachipato                 | 1 – 1 | Colo-Colo         |  |
| 15 november Eerste duel | Gamadiel García 45' (pen.) |       | 36' Lucas Barrios |  |

|                         |                                                                             |       |                                       |  |
| 22 november Tweede duel | Colo-Colo                                                                   | 4 – 2 | Huachipato                            |  |
| 22 november Tweede duel | Daúd Gazale 13' Lucas Barrios 54' Lucas Barrios 68' Luis Pedro Figueroa 88' |       | 40' Nelson Rebolledo 82' César Cortés |  |

|                         |                                             |       |                                             |  |
| 15 november Eerste duel | O'Higgins                                   | 2 – 2 | Palestino                                   |  |
| 15 november Eerste duel | Néstor Bareiro 8' José Pedro Fuenzalida 22' |       | 13' Víctor Aquino 27' (pen.) Héctor Pericás |  |

|                         |                                               |       |                     |  |
| 22 november Tweede duel | Palestino                                     | 2 – 1 | O'Higgins           |  |
| 22 november Tweede duel | Cristóbal González 43' (ed) Víctor Aquino 64' |       | 90+3' (pen.) Ailton |  |

|                         |                                                           |       |                      |  |
| 15 november Eerste duel | Cobreloa                                                  | 3 – 0 | Universidad de Chile |  |
| 15 november Eerste duel | Rodrigo Mannara 30' Oscar Cornejo 53' Daniel González 76' |       |                      |  |

|                         |                                                         |       |                                         |  |
| 23 november Tweede duel | Universidad de Chile                                    | 3 – 2 | Cobreloa                                |  |
| 23 november Tweede duel | Walter Montillo 15' Marcelo Salas 34' Marcelo Salas 55' |       | 16' Daniel González 46' Rodrigo Mannara |  |

|                         |                                                        |       |                                                       |  |
| 16 november Eerste duel | Universidad Católica                                   | 3 – 3 | Rangers                                               |  |
| 16 november Eerste duel | Julio Gutiérrez 28' Julio Gutiérrez 58' Gary Medel 60' |       | 4' Rodrigo Barra 46' Andrés Oroz 87' Gastón Cellerino |  |

|                         |                    |       |                      |  |
| 23 november Tweede duel | Rangers            | 1 – 1 | Universidad Católica |  |
| 23 november Tweede duel | Alvaro Saravia 57' |       | 88' Marco González   |  |

#### Halve finales
|                         |                                                          |       |                                                     |  |
| 29 november Eerste duel | Cobreloa                                                 | 3 – 3 | Colo-Colo                                           |  |
| 29 november Eerste duel | Fabián Benítez 20' Gustavo Savoia 35' Gustavo Savoia 75' |       | 8' Rodolfo Moya 43' Macnelly Torres 69' Daúd Gazale |  |

|                        |                                     |       |                                                |  |
| 6 december Tweede duel | Colo-Colo                           | 2 – 2 | Cobreloa                                       |  |
| 6 december Tweede duel | Lucas Barrios 44' Lucas Barrios 46' |       | 15' Rodrigo Mannara 71' (pen.) Daniel González |  |

|                         |                                              |       |                                             |  |
| 30 november Eerste duel | Rangers                                      | 2 – 2 | Palestino                                   |  |
| 30 november Eerste duel | Marcelo Lucero 40' Juan Manuel Cavallo 45+1' |       | 57' Francisco Ibáñez 90+3' Jean Paul Pineda |  |

|                        |           |       |         |  |
| 6 december Tweede duel | Palestino | 0 – 0 | Rangers |  |
| 6 december Tweede duel |           |       |         |  |

#### Finale
|                         |                      |       |                          |                                                                              |
| 14 december Eerste duel | Palestino            | 1 – 1 | Colo-Colo                | Estadio Nacional, Santiago Toeschouwers: 30.000 Scheidsrechter: Rubén Selman |
| 14 december Eerste duel | Francisco Ibáñez 79' |       | 28' (pen.) Lucas Barrios | Estadio Nacional, Santiago Toeschouwers: 30.000 Scheidsrechter: Rubén Selman |

|                         |                                                      |       |                |                                                                                                 |
| 20 december Tweede duel | Colo-Colo                                            | 3 – 1 | Palestino      | Estadio Monumental David Arellano, Santiago Toeschouwers: 45.000 Scheidsrechter: Carlos Chandía |
| 20 december Tweede duel | Lucas Barrios 28' Daúd Gazale 51' Rodrigo Millar 62' |       | 38' Luis Pavez | Estadio Monumental David Arellano, Santiago Toeschouwers: 45.000 Scheidsrechter: Carlos Chandía |

### Topscorers
|   | Naam             | Club                            | Goals | Duels |
| - | ---------------- | ------------------------------- | ----- | ----- |
| 1 | Lucas Barrios    | Colo-Colo                       | 18    | —     |
| 2 | Gastón Cellerino | Club Social de Deportes Rangers | 16    | —     |
| 2 | Néstor Bareiro   | Club Deportivo O'Higgins        | 16    | —     |
| 4 | Julio Gutiérrez  | Universidad Católica            | 12    | —     |
| 5 | Gustavo Canales  | La Serena                       | 10    | —     |
| 5 | Leonardo Monje   | Huachipato                      | 10    | —     |
| 5 | Gustavo Savoia   | Cobreloa                        | 10    | —     |

### Kampioen
| Primera División 2008 (Torneo Clausura) |
| --------------------------------------- |
| Colo-Colo 28ste titel                   |

## Promotie/degradatie
Op basis van de gecombineerde eindrangschikking (Apertura en Clausura) degradeerden Antofagasta, Provincial Osorno, Deportes Melipilla en Deportes Concepción rechtstreeks naar de Segunda División. De nummers vijftien en zestien, Unión Española en Universidad de Concepción, streden met de nummers twee en drie uit de Segunda División, respectievelijk Puerto Montt en Coquimbo Unido, om twee resterende plaatsen in de hoogste divisie voor het seizoen 2009. Provincial Curicó Unido promoveerde rechtstreeks als winnaar van de gecombineerde eindrangschikking in de Segunda División.

### Play-offs
|                         |                |                                               |                           |  |
| 13 november Eerste duel | Coquimbo Unido | 0 – 2                                         | Universidad de Concepción |  |
| 13 november Eerste duel |                | 22' Julio César Laffatigue 32' Gabriel Vargas |                           |  |

|                         |                                                                    |       |                      |  |
| 16 november Tweede duel | Universidad de Concepción                                          | 3 – 1 | Coquimbo Unido       |  |
| 16 november Tweede duel | Julio César Laffatigue 21' Fernando Meneses 43' Gabriel Vargas 47' |       | 86' Alfredo Calderón |  |

|                         |                            |       |                                     |  |
| 13 november Eerste duel | Puerto Montt               | 1 – 2 | Unión Española                      |  |
| 13 november Eerste duel | Aníbal Carvallo 35' (pen.) |       | 48' Manuel Neira 80' Gerardo Cortés |  |

|                         |                                                        |       |                                                        |  |
| 16 november Tweede duel | Unión Española                                         | 3 – 3 | Puerto Montt                                           |  |
| 16 november Tweede duel | Gerardo Cortés 58' Manuel Neira 65' Gerardo Cortés 80' |       | 3' Claudio Latorre 12' Pablo Pereira 49' Pablo Pereira |  |

1933 · 1934 · 1935 · 1936 · 1937 · 1938 · 1939 · 1940 · 1941 · 1942 · 1943 · 1944 · 1945 · 1946 · 1947 · 1948 · 1949 · 1950 · 1951 · 1952 · 1953 · 1954 · 1955 · 1956 · 1957 · 1958 · 1959 · 1960 · 1961 · 1962 · 1963 · 1964 · 1965 · 1966 · 1967 · 1968 · 1969 · 1970 · 1971 · 1972 · 1973 · 1974 · 1975 · 1976 · 1977 · 1978 · 1979 · 1980 · 1981 · 1982 · 1983 · 1984 · 1985 · 1986 · 1987 · 1988 · 1989 · 1990 · 1991 · 1992 · 1993 · 1994 · 1995 · 1996 · 1997 · 1998 · 1999 · 2000 · 2001 · 2002 · 2003 ·  2004 · 2005 · 2006 · 2007 · 2008 · 2009 · 2010 · 2011 · 2012 · 2013 · 2014 · 2015 · 2016 · 2017 · 2018 · 2019 · 2020 · 2021